# ボミレニンレダクターゼ
ボミレニンレダクターゼ(vomilenine reductase)は、インドールアルカロイド生合成に関わる酸化還元酵素で、次の化学反応を触媒する。
1,2-ジヒドロボミレニン + NADP+ {\displaystyle \rightleftharpoons } ボミレニン + NADPH + H+
反応式の通り、この酵素の基質は1,2-ジヒドロボミレニンとNAD+、生成物はボミレニンとNADHとH+である。
組織名は1,2-dihydrovomilenine:NADP+ oxidoreductaseである。